# Spilosoma eichhorni
Spilosoma eichhorni là một loài bướm đêm thuộc phân họ Arctiinae, họ Erebidae.